# Stephen (Minnesota)
Stephen es una ciudad ubicada en el condado de Marshall en el estado estadounidense de Minnesota. En el Censo de 2010 tenía una población de 658 habitantes y una densidad poblacional de 312,49 personas por km².

## Geografía
Stephen se encuentra ubicada en las coordenadas 48°27′7″N 96°52′36″O / 48.45194, -96.87667. Según la Oficina del Censo de los Estados Unidos, Stephen tiene una superficie total de 2.11 km², de la cual 2.11 km² corresponden a tierra firme y (0%) 0 km² es agua.

## Demografía
Según el censo de 2010, había 658 personas residiendo en Stephen. La densidad de población era de 312,49 hab./km². De los 658 habitantes, Stephen estaba compuesto por el 97.87% blancos, el 0% eran afroamericanos, el 0.15% eran amerindios, el 0% eran asiáticos, el 0% eran isleños del Pacífico, el 1.67% eran de otras razas y el 0.3% pertenecían a dos o más razas. Del total de la población el 10.03% eran hispanos o latinos de cualquier raza.